# Courtenay (Colombie-Britannique)
Pour les articles homonymes, voir Courtenay.
Courtenay est une cité (city) située dans le district régional de Comox Valley à l'est de l'île de Vancouver. Elle est la plus grande municipalité du district.

## Situation
Courtenay est située à 4 km à l'ouest de Comox, 7 km au nord-est du village Cumberland, 5 km au nord-ouest de Royston, et 108 km au nord-ouest of Nanaimo.

## Démographie
En tant que localité désignée dans le recensement de 2011, Courtenay a une population de 24 099 habitants dans 10 889 de ses 11 377 logements, soit une variation de 9,4 % par rapport à la population de 2006. Avec une superficie de 29,38 km2, cette cité possède une densité de population de 820,2 hab/km2 en 2011.
Concernant le recensement de 2006, Courtenay abritait 21 940 habitants dans 9 748 de ses 10 177 logements. Avec une superficie de 26,68 km2, cette cité possédait une densité de population de 822,3 hab/km2 en 2006.
| 2001   | 2006   | 2011   | 2016   |
| ------ | ------ | ------ | ------ |
| 19 166 | 21 940 | 24 216 | 25 599 |